# Зенайм
Зенайм (фр. Zeinheim) — коммуна на северо-востоке Франции в регионе Гранд-Эст (бывший Эльзас — Шампань — Арденны — Лотарингия), департамент Нижний Рейн, округ Мольсем, кантон Саверн. До марта 2015 года коммуна административно входила в состав упразднённого кантона Мармутье (округ Саверн).
Площадь коммуны — 2,46 км², население — 182 человека (2006) с тенденцией к росту: 201 человек (2013), плотность населения — 81,7 чел/км².

## Население
Население коммуны в 2011 году составляло 199 человек, в 2012 году — 203 человека, а в 2013-м — 201 человек.
| 1962 | 1968 | 1975 | 1982 | 1990 | 1999 | 2006 | 2008 | 2011 | 2012 | 2013 |
| ---- | ---- | ---- | ---- | ---- | ---- | ---- | ---- | ---- | ---- | ---- |
| 122  | 145  | 127  | 114  | 149  | 151  | 182  | 190  | 199  | 203  | 201  |

Динамика населения:

## Экономика
В 2010 году из 135 человек трудоспособного возраста (от 15 до 64 лет) 111 были экономически активными, 24 — неактивными (показатель активности 82,2 %, в 1999 году — 73,9 %). Из 111 активных трудоспособных жителей работали 105 человек (60 мужчин и 45 женщин), 6 числились безработными (двое мужчин и четыре женщины). Среди 24 трудоспособных неактивных граждан 10 были учениками либо студентами, 9 — пенсионерами, а ещё 5 — были неактивны в силу других причин.